# Drosera zigzagia
Drosera zigzagia es una especie de planta perenne, erecta y tuberosa del género de plantas carnívoras Drosera. 

## Descripción
Produce, pequeñas y solitarias hojas carnívoras hojas pequeñas que alternan a lo largo de un tallo en zigzag, que puede tener 5-7 cm  de alto. Las flores son amarillas y florecen entre agosto y septiembre.

## Distribución y hábitat
Es endémica de Australia Occidental donde se encuentra en los márgenes de los lagos de sal en la arena marrón o arcilla, a menudo asociado con D. salina, Stylidium insensitivum, S. pulviniforme, Levenhookia leptantha, y especies de Frankenia

## Taxonomía
Fue descrita por primnera vez por Allen Lowrie en 1999,  y publicado en Nuytsia 13: 85. 1999.
Etimología
Drosera: tanto su nombre científico –derivado del griego δρόσος (drosos): "rocío, gotas de rocío"– como el nombre vulgar –rocío del sol, que deriva del latín ros solis: "rocío del sol"– hacen referencia a las brillantes gotas de mucílago que aparecen en el extremo de cada hoja, y que recuerdan al rocío de la mañana.
zigzagia: epíteto